# 常陸大貫駅
常陸大貫駅（ひたちおおぬきえき）は、かつて茨城県筑波郡筑波町（現・つくば市）大貫にあった常総筑波鉄道（現・関鉄筑波商事）筑波線の駅（廃駅）である。

## 歴史
- 1937年（昭和12年）：筑波鉄道の駅として開業[1]。
- 1940年（昭和15年）3月20日：会社合併に伴い、常総筑波鉄道筑波線の駅となる。
- 1943年（昭和18年）：廃止[1]。

## 隣の駅
常総筑波鉄道
筑波線
常陸北条駅 - 常陸大貫駅 - 筑波駅